# Escamps (Yonne)
Pour les articles homonymes, voir Escamps.
Escamps [ekɑ̃] est une commune française située dans le département de l'Yonne en région Bourgogne-Franche-Comté. Ses habitants sont appelés les Escampois.

## Géographie

### Climat
Pour des articles plus généraux, voir Climat de la Bourgogne-Franche-Comté et Climat de l'Yonne.
En 2010, le climat de la commune est de type climat océanique dégradé des plaines du Centre et du Nord, selon une étude du Centre national de la recherche scientifique s'appuyant sur une série de données couvrant la période 1971-2000. En 2020, Météo-France publie une typologie des climats de la France métropolitaine dans laquelle la commune est exposée à un climat océanique altéré et est dans une zone de transition entre les régions climatiques « Lorraine, plateau de Langres, Morvan » et « Centre et contreforts nord du Massif Central ». 
Pour la période 1971-2000, la température annuelle moyenne est de 10,6 °C, avec une amplitude thermique annuelle de 15,7 °C. Le cumul annuel moyen de précipitations est de 781 mm, avec 12,3 jours de précipitations en janvier et 7,9 jours en juillet. Pour la période 1991-2020, la température moyenne annuelle observée sur la station météorologique de Météo-France la plus proche, « Molesmes_sapc », sur la commune de Les Hauts de Forterre à 14 km à vol d'oiseau, est de 11,1 °C et le cumul annuel moyen de précipitations est de 850,3 mm. 
La température maximale relevée sur cette station est de 40,6 °C, atteinte le 25 juillet 2019 ; la température minimale est de −20 °C, atteinte le 9 janvier 1985,,. 
Les paramètres climatiques de la commune ont été estimés pour le milieu du siècle (2041-2070) selon différents scénarios d'émission de gaz à effet de serre à partir des nouvelles projections climatiques de référence DRIAS-2020. Ils sont consultables sur un site dédié publié par Météo-France en novembre 2022.

## Urbanisme

### Typologie
Au 1er janvier 2024, Escamps est catégorisée commune rurale à habitat dispersé, selon la nouvelle grille communale de densité à sept niveaux définie par l'Insee en 2022.
Elle est située hors unité urbaine. Par ailleurs la commune fait partie de l'aire d'attraction d'Auxerre, dont elle est une commune de la couronne,. Cette aire, qui regroupe 104 communes, est catégorisée dans les aires de 50 000 à moins de 200 000 habitants,.

### Occupation des sols
L'occupation des sols de la commune, telle qu'elle ressort de la base de données européenne d’occupation biophysique des sols Corine Land Cover (CLC), est marquée par l'importance des territoires agricoles (89,2 % en 2018), une proportion identique à celle de 1990 (89,2 %). La répartition détaillée en 2018 est la suivante : 
terres arables (69,1 %), zones agricoles hétérogènes (11,7 %), forêts (10,8 %), prairies (8,3 %). L'évolution de l’occupation des sols de la commune et de ses infrastructures peut être observée sur les différentes représentations cartographiques du territoire : la carte de Cassini (XVIIIe siècle), la carte d'état-major (1820-1866) et les cartes ou photos aériennes de l'IGN pour la période actuelle (1950 à aujourd'hui).

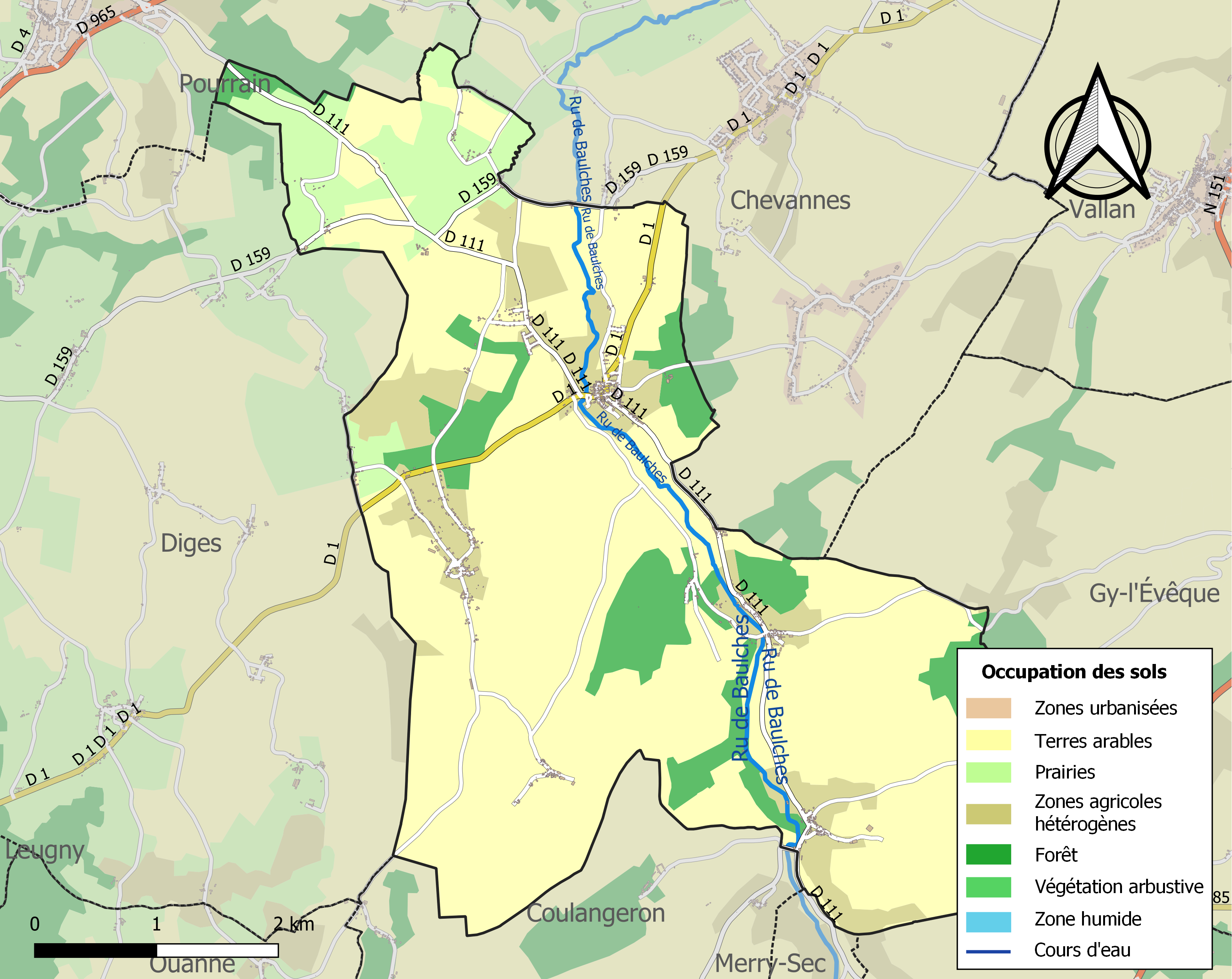
Carte des infrastructures et de l'occupation des sols de la commune en 2018 (CLC).

## Histoire
Jusqu'au XVIIe siècle, la paroisse d'Escamps porte très majoritairement le nom d'Escamps-Saint-Germain. L'abbaye bénédictine de Saint-Germain d'Auxerre possédait en effet plusieurs des hameaux du finage. Pour autant, le finage comprenait de très nombreux autres hameaux ne relevant pas des moines, mais de la seigneurie d'Avigneau.

### Hameaux de la paroisse
Escamps (bourg), Avigneau, Vaumarloup, la Grilletière, Semilly, Pouligny, Nantennes, les Huilliers, une partie de Crosles (l'autre partie relevant de Coulangeron).

### Antiquité et Haut Moyen Âge
La voie romaine d'Auxerre à la Loire passant par Entrains, arrivait du plateau de Trémilly, franchissait le ru de Beaulches à Avigneau, et poursuivait ensuite sur la ligne de crête entre Nantennes et Chery.
Il aurait existé un atelier de frappe monétaire à Avigneau à l'époque mérovingienne.

### Époque médiévale
Vers 1158, le comte Guillaume III de Nevers mène la guerre contre Narjot II de Toucy, Gibaud de Saint-Vérain et Guillaume de Dampierre. Il met des garnisons à Diges et à Escamps durant les combats. Pour compenser les dégâts, il donne aux moines de Saint-Germain d'Auxerre la moitié du nouveau village qu'il bâtit dans le bois de Tuaul près d'Auxerre en 1159. Par la suite en 1171, les habitants empêchent les soldats du comte Gui de Nevers de loger au château d'Escamps : il y a des morts. En compensation, le comte donne la famille d'un serf. En 1176, ce même comte abandonne son droit de gîte à Escamps.

#### Guerre de Cent Ans
Dans la première phase de la guerre de Cent Ans, à la suite du traité de Brétigny en 1360, les compagnies françaises, anglaises et navarraises sont licenciées. Désœuvrées, elles se répandent sur le territoire et y vivent sur les populations qu'elles « écorchent ». Malgré les ordres royaux contraires donnés pour diminuer le nombre de points fortifiés à reprendre et à défendre, les habitants décident de se défendre en fortifiant leurs églises. C'est le cas à Escamps. Membre du Conseil de Régence à l'origine de cette doctrine militaire, l'évêque d'Auxerre excommunie les habitants. Le pape annule l'excommunication en 1364, considérant que les habitants avaient déjà assez à faire avec les horreurs de l'époque sans que l'Église y ajoute des sanctions aussi lourdes.
En 1405, les troupes de Bertrand Boétard et de Thomas Cybale viennent depuis la Loire ravager Diges et Escamps. Dans la seconde phase de la guerre de Cent Ans, au printemps 1419, cette même église fortifiée servira de point de défense à des Armagnacs qui y soutiendront un siège de dix-sept jours contre une compagnie bourguignonne venue de Troyes : l'écuyer Guyot de Corbetrin et le chevalier Ferrandos de Sarrabie sont blessés dans les rangs bourguignons. Dès le début de l'année 1421, Escamps retombe au pouvoir des Armagnac.

#### Seigneurie d'Avigneau
Le hameau d'Avigneau est le siège du château et de la seigneurie du même nom. Le château accueille François Ier le 13 novembre 1541. La seigneurie couvre plusieurs hameaux et a des fiefs vassaux. La chapelle Sainte-Reine a accueilli une messe locale jusque récemment.
La famille Marie, issue de la magistrature et plus anciennement du milieu marchand d'Auxerre, reprend cette seigneurie et la conserve jusqu'en 1789.

## Personnalités liées à la commune
- François de Maraffin, capitaine huguenot durant les guerres de Religion, il est tué à Paris le 24 août 1572, lors de la Saint-Barthelémy.
- Nicolas Ansel, lieutenant (c'est-à-dire juge) d'Avigneau, il demeure à Gy-l'Évêque où sa descendance se fixe aux XVIIe et XVIIIe siècles[16]. Il abjure le protestantisme dans les jours qui suivent la Saint-Barthélémy. Époux de Catherine Leviste. On peut suspecter qu'il soit en lien avec Thomas Ancel, originaire d'Entrains, brûlé à Auxerre pour fait d'hérésie.
- Thomas Marie, né en 1616 à Auxerre. Seigneur des Chesnez et du Petit Monéteau en 1653. En 1652, la bataille de Bléneau est une victoire pour les armées royales. Pourtant dans les jours précédant cette bataille, l'armée royale était en déliquescence. Magistrat d'Auxerre, Thomas Marie a su rallier les troupes affolées et les envoyer à la bataille. Il est anobli en 1660. Il acquiert la seigneurie d'Avigneau vers 1661. Il meurt en 1689. Sa descendance, tout en conservant la seigneurie, domine le bailliage-présidial d'Auxerre jusqu'à la Révolution.
- Le chanoine Clavel de Saint-Geniez, curé de la paroisse du 14 février 1848 au 1er juillet 1850.

## Politique et administration
| Période | Période  | Identité         | Étiquette | Qualité                    |
| ------- | -------- | ---------------- | --------- | -------------------------- |
| 1995    | 2020     | Christian Chaton | DVG       | Retraité de l'enseignement |
| 2020    | En cours | Yves Vecten      | DVG       | Conseiller départemental   |

## Démographie
L'évolution du nombre d'habitants est connue à travers les recensements de la population effectués dans la commune depuis 1793. Pour les communes de moins de 10 000 habitants, une enquête de recensement portant sur toute la population est réalisée tous les cinq ans, les populations de référence des années intermédiaires étant quant à elles estimées par interpolation ou extrapolation. Pour la commune, le premier recensement exhaustif entrant dans le cadre du nouveau dispositif a été réalisé en 2007.

En 2022, la commune comptait 853 habitants, en évolution de −4,16 % par rapport à 2016 (Yonne : −1,95 %, France hors Mayotte : +2,11 %).
| 1793  | 1800  | 1806  | 1821  | 1831  | 1836  | 1841  | 1846  | 1851  |
| ----- | ----- | ----- | ----- | ----- | ----- | ----- | ----- | ----- |
| 1 008 | 1 029 | 1 010 | 1 002 | 1 053 | 1 075 | 1 080 | 1 110 | 1 097 |

| 1856  | 1861  | 1866  | 1872  | 1876  | 1881  | 1886  | 1891 | 1896 |
| ----- | ----- | ----- | ----- | ----- | ----- | ----- | ---- | ---- |
| 1 084 | 1 067 | 1 045 | 1 054 | 1 065 | 1 023 | 1 002 | 923  | 871  |

| 1901 | 1906 | 1911 | 1921 | 1926 | 1931 | 1936 | 1946 | 1954 |
| ---- | ---- | ---- | ---- | ---- | ---- | ---- | ---- | ---- |
| 838  | 815  | 773  | 683  | 691  | 605  | 651  | 612  | 619  |

| 1962 | 1968 | 1975 | 1982 | 1990 | 1999 | 2006 | 2007 | 2012 |
| ---- | ---- | ---- | ---- | ---- | ---- | ---- | ---- | ---- |
| 554  | 505  | 469  | 564  | 685  | 710  | 792  | 804  | 893  |

| 2017 | 2022 | - | - | - | - | - | - | - |
| ---- | ---- | - | - | - | - | - | - | - |
| 888  | 853  | - | - | - | - | - | - | - |

## Lieux et monuments

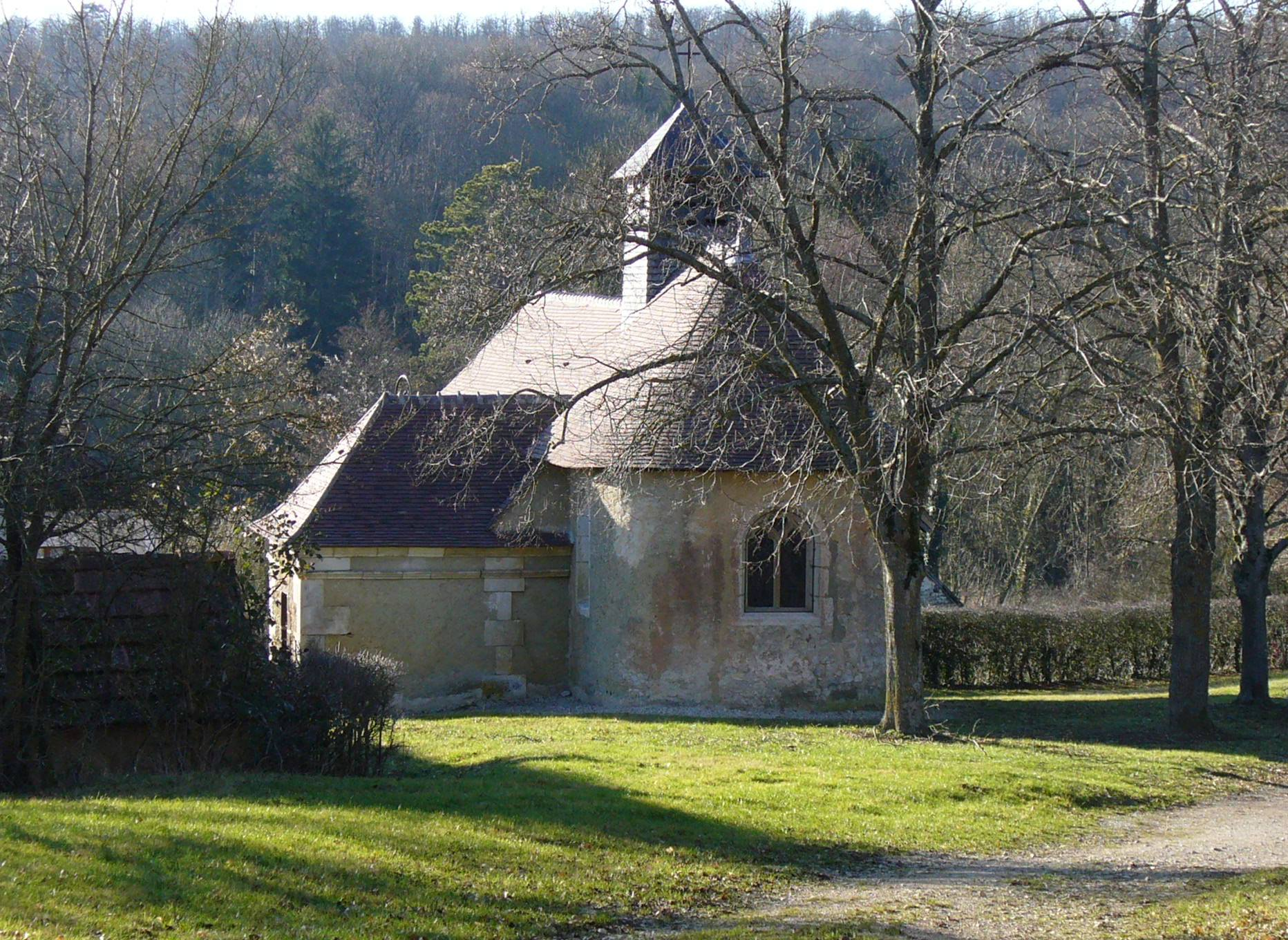
Chapelle d'Avigneau.

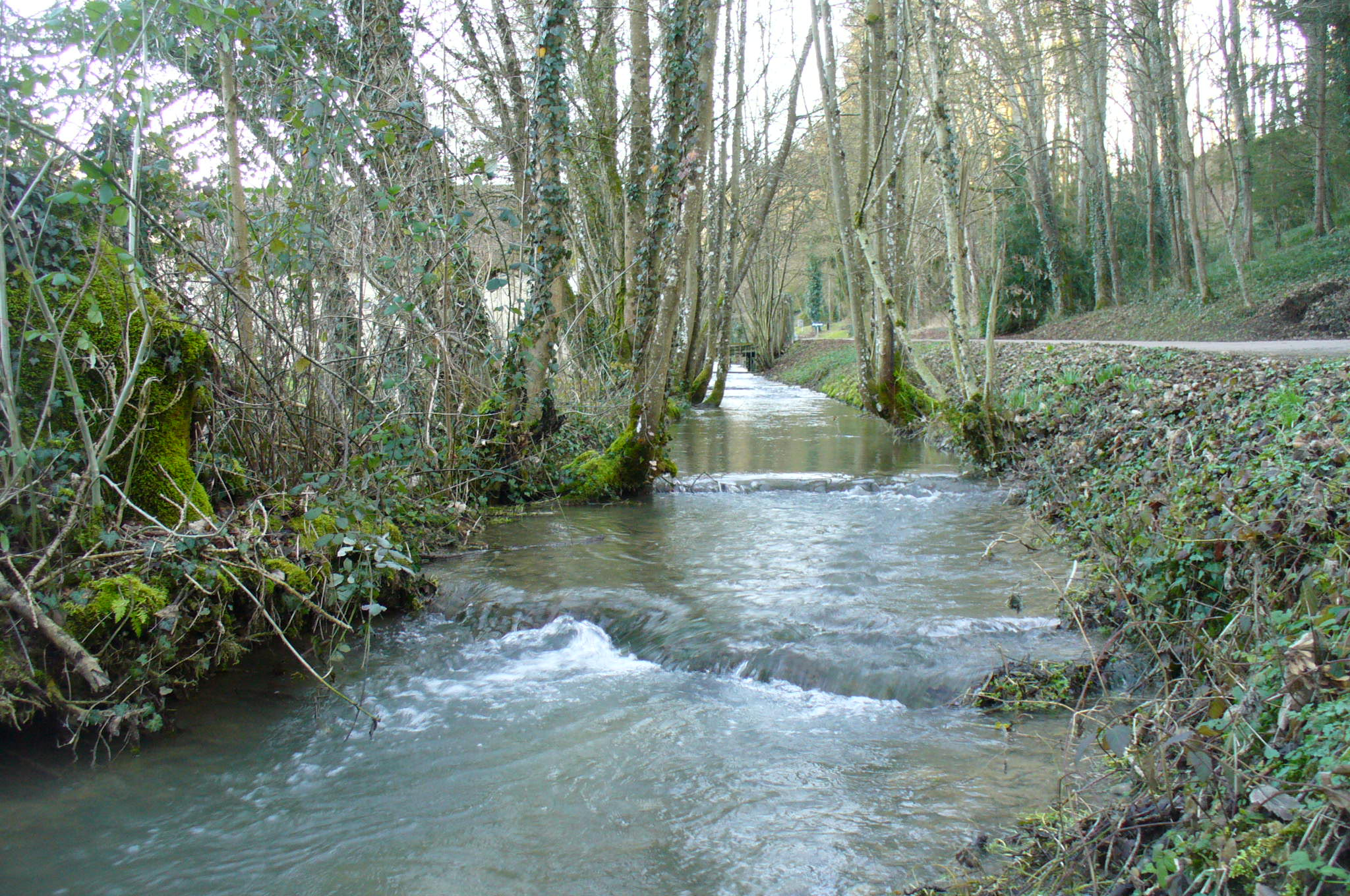
Ru d'Escamp près du château.

- L’église Saint-Georges d'Escamps, du XIIIe siècle.  Inscrit MH (1926)[22]. Possession de l'évêché d'Auxerre jusqu'au Xe siècle, l'évêque Héribert (demi-frère du duc des Francs Hugues le Grand) en fait don avec dix autres églises à l'abbaye Saint-Germain d'Auxerre après que saint Mayeul a rétabli la règle monastique à Saint-Germain[23].
- Le château d'Avigneau est situé à 2,5 km du centre du bourg dans le hameau du même nom. Propriété privée, le château d'époque Renaissance, restauré au XVIIe siècle, ne se visite pas, mais un sentier piéton qui le longe permet de l'admirer.  Inscrit MH (1988)[24]
- La chapelle d'Avigneau qui surplombe le château et qui accueille tous les étés des expositions de peintres et sculpteurs de la région.

## Pour approfondir

#### Ouvrage
- Nicolas Martin, La France fortifiée : Châteaux, villes et places fortes, Paris, Nathan, 1990, 208 p. (ISBN 2-09-284371-0).

#### Article
- Étienne Meunier, « Les églises et les bourgs fortifiés du Sénonais et des pays de l'Yonne », Bulletin de la Société Archéologique de Sens, no 33,‎ 1990.